# Відрани
Відрани (словац. Vydrany, угор. Nemeshódos) — село, громада в окрузі Дунайська Стреда, Трнавський край, західна Словаччина. Кадастрова площа громади — 16,05 км². Населення — 1695 осіб (за оцінкою на 31 грудня 2017 р.).
Перша згадка 1245 року.

## Географія
Протікають Клатовський рукав; Старий Клатовський канал і Клатовський канал.

## Галерея

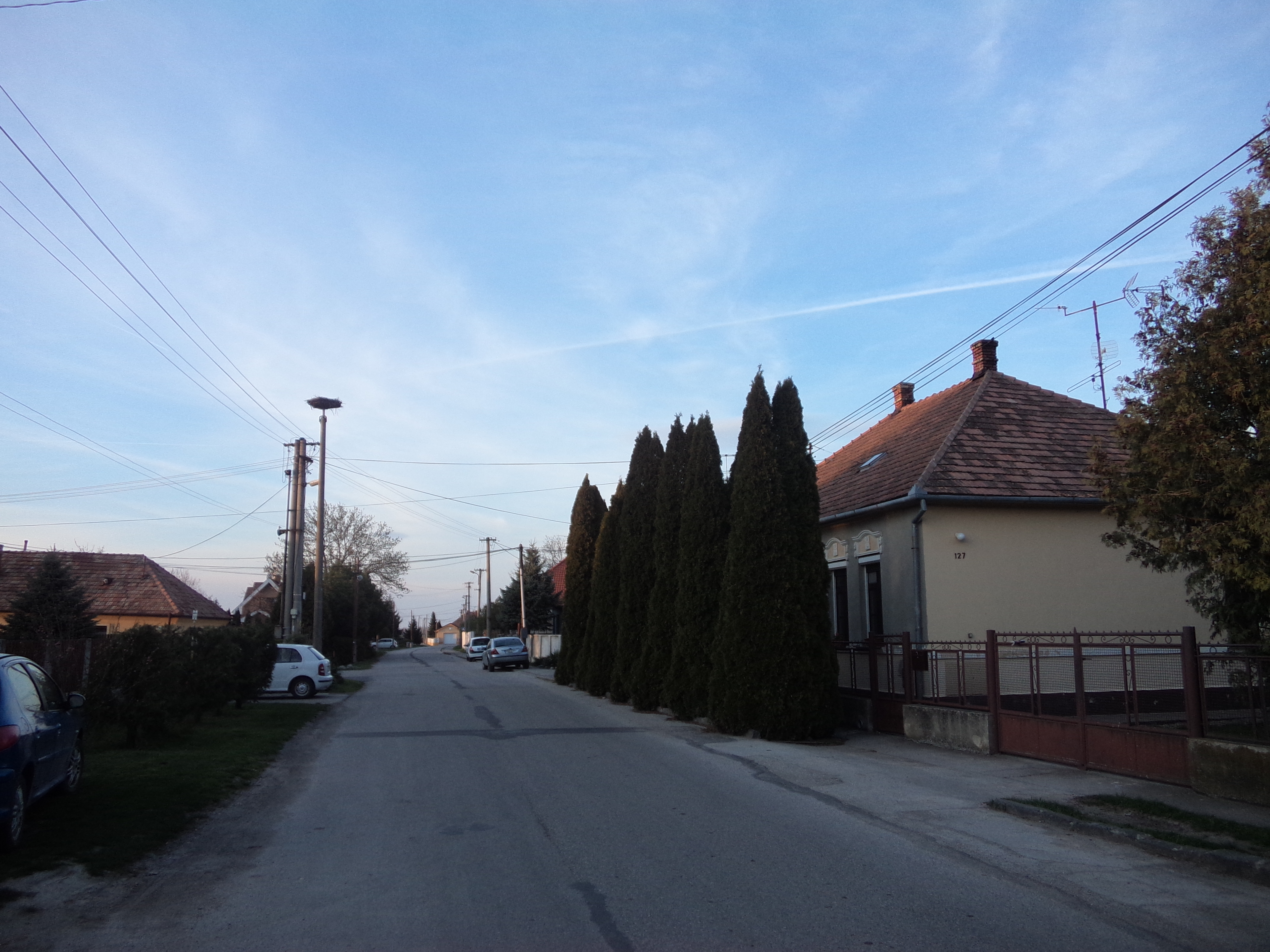

## Населення
| Рік:            | 1994. | 2004.   | 2014.    | 2024.    |
| --------------- | ----- | ------- | -------- | -------- |
| Кількість осіб: | 1310  | 1422    | 1601     | 1904     |
| Різниця:        |       | +8,54 % | +12,58 % | +18,92 % |

| Рік:            | 2023. | 2024.   |
| --------------- | ----- | ------- |
| Кількість осіб: | 1886  | 1904    |
| Різниця:        |       | +0,95 % |